# Червень (село)
Че́рвень —  село в Україні, у Підгаєцькій міській громаді, Тернопільського району Тернопільської області. Розташоване на заході району. До 2020 року було підпорядковане Гнильченській сільраді. До 1990 року належало до Бережанського району. 
Населення — 157 осіб (2007).

## Історія
Відоме з 14 ст. За формою – прикметникова назва, походить від старослов’янських слів “чрьвени”, “чрвьлен” – червоний.
Місцеві жителі займалися землеробством; наприкінці 19 – на початку 20 ст. вирощували тютюн, що давало їм певний прибуток. 
1922 р. до Червня приєднано мазурську колонію. Тоді у селі було 35–40 господарств.
Діяли «Просвіта», «Сокіл» та інші товариства, кооператива.
Від вересня 1939 р. село – під радянською окупацією. 
Від 5 липня 1941 р. до 21 липня 1944 р. – під німецькою окупацією; нацисти вивозили на примусові роботи до Німеччини юнаків та дівчат. 
Від 1944 року село заселили  українці із Західної Лемківщини.
12 червня 2020 року, відповідно до розпорядження Кабінету Міністрів України № 724-р «Про визначення адміністративних центрів та затвердження територій територіальних громад Тернопільської області» увійшло до складу Підгаєцької міської громади.
19 липня 2020 року, в результаті адміністративно-територіальної реформи та ліквідації Підгаєцького району, село увійшло до складу Тернопільського району.

## Пам'ятки
Є церква Покрови Пресвятої Богородиці (2001, мурована).
Насипано символічну могилу Борцям за волю України (1990).

## Соціальна сфера
Працюють ЗОШ 1 ступ., клуб, торговельний заклад.

## Галерея

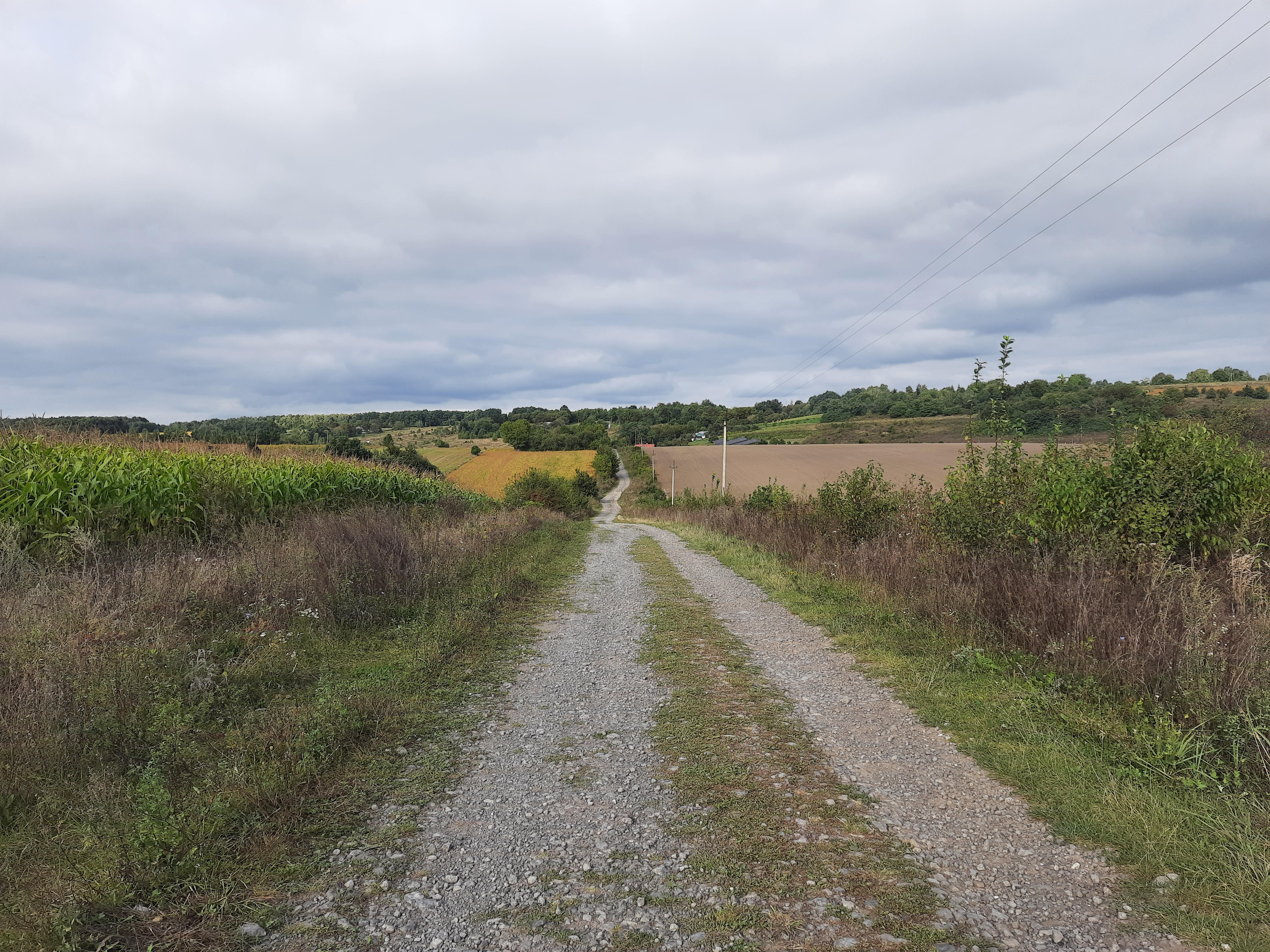
Дорога на село
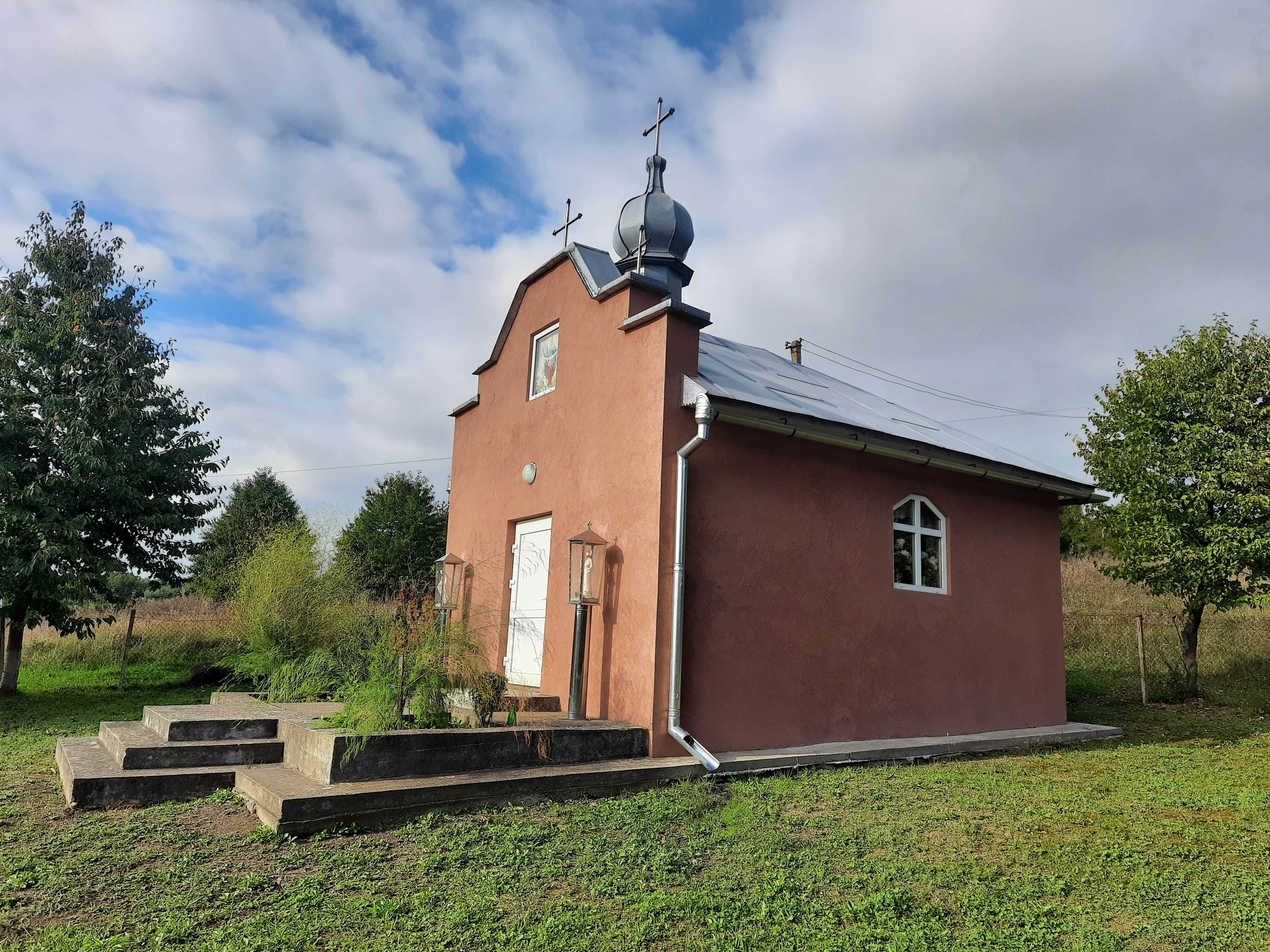
Каплиця на околиці села